# 가거도
가거도(可居島)는 전라남도 신안군의 섬으로 소흑산도라고도 한다. 대한민국 최서남단에 위치해 있는 섬으로, 면적은 약 9.09km2에 해안선은 약 22km에 달하며, 행정상으로는 신안군 흑산면 가거도리에 속한다. 대리마을·항리마을·대풍마을 등의 취락이 형성되어 있으며 수산업이 발달했다. 국가관리연안항인 가거항리항과 국가어항인 가거도항이 있으며, 주변해역은 해양보호구역으로 지정 관리되고 있다.

## 문화

### 가거도 멸치잡이 노래
가거도 어부들은 멸치를 잡으면서 다양한 노래를 부르는데, 이 노래는 가거도 멸치잡이 노래로 1988년 전라남도 무형문화재 제22호로 지정되었다.

## 관광
가거도는 독실산으로 이어지는 등산로와 가거도 항과 대리마을의 전경이 펼쳐지는 회룡산, 대리와 항리를 잇는 해안도로, 그리고 풍광이 아름다운 섬등반도와 가거도 등대까지 걸으면서 즐길 수 있다. 가거도 곳곳에 산재한 갯바위는 바다낚시의 명소로 돌돔, 불볼락, 농어 등 고급 어종이 풍부해 낚시꾼들이 한번쯤 찾게되는 섬이기도 하다. 약 2시간에서 3시간 정도 소요되는 가거도 해상관광도 이용해 볼만 하다.

## 해양보호구역
2012년 11월 30일 국토해양부는 가거도의 원시적 자연경관과 풍부한 해양생물 다양성을 체계적으로 보전 관리하기 위하여 해양생태계 보전 및 관리에 관한 법률 제25조에 따라 가거도 주변 해역 70.17km2를 해양보호구역으로 지정고시하였다. 관리청은 목포지방해양항만청이다.
보호구역내 주요자원으로는 무척추동물인 개적구, 굵은줄격판담치, 상어껍질별벌레, 좁쌀무늬총알고둥, 검은큰따개비, 뿔소라와 해조류인 감태, 비늘산호말, 톳, 작은구슬산호말이 서식하고 있다.

## 대중 교통
- 목포항에서 남해고속 소속 페리로 흑산도, 하태도, 만재도 등을 거쳐 4시간이 걸린다.

## 연혁과 이름
- 삼국 시대에는 하거도(嘉佳島/可佳島)라 불렸다.
- 1580년경 서씨가 최초로 입도했다고 하나 그 내력은 알 수 없다.
- 1800년경 임씨가 들어와 정착했다고 하며, 현재는 경주 고씨와 평택 임씨가 살고 있다.
- 1910년경 일제강점기 때 소흑산도(小黑山島)라는 이름이 붙었고, 현재도 이 이름으로도 알려져 있다.
- 2008년 5월 26일 일제 잔재 청산을 위해 소흑산도라는 이름을 원래의 가거도로 환원했다.[2]

## 같이 보기
- 가거도항
- 가거항리항